# Parafia Wniebowzięcia Najświętszej Maryi Panny w Krzywosądzu
Parafia Wniebowzięcia Najświętszej Maryi Panny w Krzywosądzu – parafia rzymskokatolicka, znajdująca się w diecezji włocławskiej, w dekanacie radziejowskim. 